# 第9軍 (德國國防軍)
第9軍（德語：IX. Armeekorps）是二战期间德国國防軍中的一个军。于1934年10月1日在卡塞尔的弗里德里希·多尔曼将军的指挥下集結，并在第9国防军招募后重新命名为第9军。
1939年8月总动员后，第9军作为第1集团军预备队驻扎在沃尔姆斯附近。1940年5月，第九军参加了黃色方案，通过阿登入侵至法国，并推进到敦刻尔克。
1941年调往东线参加入侵苏联的巴巴罗萨行动，当时由第137、263和292步兵师组成的第9軍被调往第4集团军，由君特·冯·克鲁格元帅总指挥。之后第9軍到达第聂伯河，在那里遇到了苏联的强大抵抗，至1942年底第九军不得不撤退。随后1943年春天因为遭受到苏联军队的攻击开始不断后撤。
1944年6月22日，在巴格拉季翁行动期间，西罗蒂诺地区的左翼部分遭到马利切夫将军指挥的苏联第4步兵团的7个苏军师的袭击。到1945年，该军已经撤退到哥尼斯堡附近的德伊马河，他们在那里建立了防御阵地，隨後參與了對哥尼斯堡的防衛。1945年5月8日，德國投降，第9軍向蘇軍投降。